# Le bonheur a encore frappé
Pour plus de détails, voir Fiche technique et Distribution.
Le bonheur a encore frappé est un film français réalisé par Jean-Luc Trotignon, sorti en 1986.

## Synopsis
La famille Pinglard habite un pavillon de banlieue. Le fils revient du service militaire alors qu'il n'était pas attendu. Une jeune fille occupe sa chambre. La fille de la famille a une minerve que personne ne songe à lui retirer. La grand-mère paralysée passe sa journée sur un fauteuil roulant à boire des bières. Le père n'a d'attention que pour sa voiture, une Peugeot 404 impeccable, rangée dans le garage recouvert de moquette. 

## Fiche technique
- Titre français : Le bonheur a encore frappé
- Réalisation : Jean-Luc Trotignon
- Scénario : Jean-Luc Trotignon
- Photographie : Michel Abramowicz
- Musique : Jean-Claude Deblais
- Production : Jean-Pierre Fougea, Marc-André Grynbaum et Dominique Szpindel
- Pays d'origine :  France
- Format : couleur
- Genre : comédie
- Date de sortie : 1986

## Distribution
- Jean-Luc Bideau : Achille Pinglard
- Michèle Brousse : Ginette Pinglard
- Jean-Noël Brouté : Adolf Pinglard
- Caroline Appéré : Josette Pinglard
- Denise Péron : Mémé Pinglard
- Marie-Christine Orry : Ingrid Bermouthe
- Raymond Aquilon : Charles-André Delacroix
- Valérie Schoeller : Marie-Ève Etrécy
- Smaïn : le député
- Claire Magnin : Professeur de Josette
- Laurent Spielvogel : l'éditeur
- Muriel Robin : la présentatrice TV
- Bernard Maitre : « Jean Valjean »
- Michel Crémadès : Professeur Sanchez
- Ticky Holgado : le gérant du supermarché
- Salvatore Ingoglia : l'ouvrier fumeur
- Chantal Ladesou : Mme Lassouche
- Régis Laspalès : un client au cinéma porno
- Jean-Hugues Lime : l'abbé au catéchisme
- Josiane Pinson : la voisine des Pinglard
- Mostéfa Stiti